# Tripogandra guerrerensis
Tripogandra guerrerensis är en himmelsblomsväxtart som beskrevs av Eizi Matuda. Tripogandra guerrerensis ingår i släktet Tripogandra och familjen himmelsblomsväxter. Inga underarter finns listade.